# Abigail Borah
Abigail Borah (* 1990) ist eine US-amerikanische Aktivistin.

## Leben
Borah ist Sprecherin für die International Youth Climate Movement (englisch für „Internationale Jugendklimabewegung“) und für die Gruppe SustainUS (etwa Nachhaltigkeit für uns bzw. … für die Vereinigten Staaten). Sie studiert Umweltwissenschaften am Middlebury College.
2011 erregte ihre Störung eines Auftritts des Chefunterhändlers für die USA, Todd Stern, auf der UN-Klimakonferenz in Durban internationales Aufsehen

„Ich habe Angst um meine Zukunft. 2020 ist zu spät, um bis dahin zu warten. Wir brauchen dringend einen Weg zu einem ehrgeizigen, fairen und rechtlich verbindlichen Übereinkommen. Sie müssen Verantwortung übernehmen und jetzt handeln.“